# Сенице (породица)
Сенице (лат. Paridae) су велика породица птица певачица, која насељава северну хемисферу и Африку. Сенице су углавном мале, шумске птице кратких кљунова. Неке врсте имају и ћубе. Веома су прилагодљиве. Хране се семењем и инсектима.

## Опис
Са изузетком три монотипична рода Sylviparus, Melanochlora и Pseudopodoces, различите врсте сеница веома личе једне на друге. Породица сеница је једна од птичјих породица са најсличнијим врстама у оквиру породице. Дужина већине врста (сви родови без три монотипична рода) је од 10 до 16cm, а маса од 7 до 30g. Када се укључе врсте из три монотипична рода дужина се креће од 9 до 21cm, а маса од 5 до 50g. Већина варијација у породици се односи на боју перја.
Кљунови сеница су углавном кратки. Врсте које се више хране инсектима имају тање кљунове, а оне које једу семење дебље. Најнеобичнији кљун има врста тибетанска сеница (Pseudopodoces humilis), чији је кљун дуг и закривљен.

## Распрострањеност и станиште
Сенице насељавају већи део Европе, Азије, Северне Америке и Африке. Врсте рода Poecile настањују Европу, Азију и Северну Америку. Сибирска сеница (Poecile cinctus) има велики ареал, насељава простор од Скандинавије до Аљаске и Канаде. Већина врста из рода Periparus насељава југоисточну Азију (две врсте су ендемске на Филипинима), док јелова сеница (Periparus ater, раније Parus ater) насељава територију од Британских острва до северне Африке и Јапана. Од две ћубасте сенице из рода Lophophanes, једна врста ћубаста сеница (Lophophanes cristatus, раније Parus cristatus) насељава Европу, а друга сива ћубаста сеница централну Азију. Род Baeolophus је ендемски у Северној Америци. Род Parus укључује велику сеницу (Parus major) која је насељена од западне Европе до Монголије. Род Cyanistes насељава Европу, Азију и северну Африку, а врсте из родова Pseudopodoces, Sylviparus и Melanochlora насељавају Азију.

## Родови и врсте
| - Род Cephalopyrus - Пламенокапа сеница (Cephalopyrus flammiceps) - Род Sylviparus - Зелена сеница или жутовеђа сеница (Sylviparus modestus) - Род Melanochlora - Сеница султан (Melanochlora sultanea) - Род Periparus - Црногруда сеница (Periparus rufonuchalis) - Риђобока сеница (Periparus rubidiventris) - Јелова сеница (Periparus ater) - Род Pardaliparus - Жутотрба сеница (Pardaliparus venustulus) - Китњаста сеница (Pardaliparus elegans) - Палаванска сеница (Pardaliparus amabilis) - Род Lophophanes - Ћубаста сеница (Lophophanes cristatus) - Сива ћубаста сеница (Lophophanes dichrous) - Род Baeolophus - Зауздана сеница (Baeolophus wollweberi) - Храстова сеница (Baeolophus inornatus) - Клекова сеница (Baeolophus ridgwayi) - Двобојна сеница (Baeolophus bicolor) - Црноћуба сеница (Baeolophus atricristatus) - Род Sittiparus - Шарена сеница (Sittiparus varia) - Остонова сеница (Sittiparus owstoni) - Ириомотска сеница (Sittiparus olivaceus) - Тајванска сеница или кестењастотрба сеница (Sittiparus castaneoventris) - Белочела сеница (Sittiparus semilarvatus) - Род Poecile - Беловеђа сеница (Poecile superciliosus) - Сеница шљиварка или медитеранска сеница (Poecile lugubris) - Пер Давидова сеница (Poecile davidi) - Сива сеница или обична сива сеница (Poecile palustris) - Каспијска сеница (Poecile hyrcanus) - Црна сеница (Poecile hypermelaenus) - Планинска сива сеница (Poecile montanus) - Сечуанска сеница (Poecile weigoldicus) - Каролиншка сеница (Poecile carolinensis) - Црнокапа сеница (Poecile atricapillus) - Горска сеница (Poecile gambeli) - Мексичка сеница (Poecile sclateri) - Сибирска сеница (Poecile cinctus) - Канадска сеница (Poecile hudsonicus) - Кестењастолеђа сеница (Poecile rufescens) | - Род Cyanistes - Афричка плава сеница (Cyanistes teneriffae) (раније укључивана у C. caeruleus) - Плава сеница (Cyanistes caeruleus) - Снежна сеница или азурна сеница (Cyanistes cyanus) - Род Pseudopodoces - Тибетанска сеница (Pseudopodoces humilis) (раније укључивана у породицу врана (Corvidae)). - Род Parus - Велика сеница (Parus major) - Оријентална сеница (Parus minor) (некад је представљена као подврста велике сенице (P. major)) - Азијска сива сеница (Parus cinereus) (некада сматрана за подврсту велике сенице (P. major)) - Зеленолеђа сеница (Parus monticolus) - Род Machlolophus - Белокрила сеница (Machlolophus nuchalis) - Формозанска жута сеница (Machlolophus holsti) - Хималајска сеница (Machlolophus xanthogenys) - Индијска жута сеница (Machlolophus aplonotus) - Жутообраза сеница (Machlolophus spilonotus) - Род Melaniparus - Гвинејска сеница (Melaniparus guineensis) - Белокрила црна сеница (Melaniparus leucomelas) - Јужна црна сеница (Melaniparus niger) - Карпова црна сеница (Melaniparus carpi) - Белотрба сеница (Melaniparus albiventris) - Белолеђа црна сеница (Melaniparus leuconotus) - Тамна сеница (Melaniparus funereus) - Риђотрба сеница (Melaniparus rufiventris) - Циметнотрба сеница (Melaniparus pallidiventris) - Црвеногрла сеница (Melaniparus fringillinus) - Пругастогруда сеница (Melaniparus fasciiventer) - Сомалијска сеница (Melaniparus thruppi) - Миомбоанска сеница (Melaniparus griseiventris) - Пепељаста сеница (Melaniparus cinerascens) - Капска сеница (Melaniparus afer) |